# Coelorinchus macrorhynchus
Coelorinchus macrorhynchus es una especie de pez de la familia Macrouridae en el orden de los Gadiformes.

## Hábitat
Es un pez de aguas profundas que vive entre 329-759 m de profundidad.

## Distribución geográfica
Se encuentra en las Filipinas y en las costas contiguas de Borneo.